# Francisco de Ávila y Guzmán
Francisco de Ávila y Guzmán (Avila, 1548 – Roma, 20 gennaio 1606) è stato un cardinale spagnolo.

## Biografia
Nacque ad Avila nel 1548.
Papa Clemente VIII lo elevò al rango di cardinale nel concistoro del 5 giugno 1596.
Morì a Roma il 20 gennaio 1606.